# WR 112
WR 112は、いて座の方向、太陽系から約1万1000光年の距離にある恒星系。ウォルフ・ライエ星とO型星の連星と考えられている。
ハワイのジェミニ望遠鏡、ケック望遠鏡、すばる望遠鏡、チリ・パラナル天文台の超大型望遠鏡で約20年間にわたって継続的に行われた中間赤外線による観測結果から、連星系から炭素を含む大量の塵が放出されている姿が確認された。ウォルフ・ライエ星とOB星の連星系で生じる塵の渦はWR 104でも既に確認されていたが、公転面を軸方向から観測したWR 104と異なり、WR 112では軸の横方向から観測された。塵の動きから、連星系は約20年周期で互いを周回していると見らている。